# Státní znak Gabonu
Státní znak Gabonu byl oficiálně přijat 15. července 1963, tři roky po vyhlášení nezávislosti. Jeho autorem je švýcarský heraldik Louis Mühlemann.
Štít má gotický tvar. V jeho horní části je zelené břevno se třemi zlatými bezanty, které symbolizuje úrodnost a bohatství země. Pod ním je vyobrazena černá plachetnice se zlatým pozadím, plující na modrých vlnách, vyjadřující cestu Gabonu ke šťastné budoucnosti. Klenotem je zelený strom Aucoumea klaineana, významný exportní artikl země. Štítonoši jsou dva černí panteři. Nad štítem se nachází bílá stuha s černým latinským nápisem UNITI PROGREDIEMUR (česky Spojeni postoupíme vpřed), pod štítem je druhá stuha, modrá se zlatým nápisem ve francouzštině UNION, TRAVAIL, JUSTICE (česky Jednota, práce, spravedlnost).